# Беляков, Александр Алексеевич (мультипликатор)
Александр Алексеевич Беляко́в (1904—1986) — советский режиссёр-мультипликатор, художник-мультипликатор, художник-постановщик и сценарист мультипликационных фильмов, один из основателей отечественной мультипликации.

## Биография
Родился 6 декабря 1904 года.
В 1922—1928 годах в студии изобразительных искусств Пролеткульта в г. Вичуга Ивановской области. В 1929—1936 годах работал в мультмастерской киностудии «Межрабпомфильм». Вместе со своими друзьями, единомышленниками и энтузиастами, был автором, режиссёром, художником и мультипликатором первых советских мультфильмов: «Клякса в Арктике» (1934), «В Африке жарко» (1936, первый фильм киностудии «Союзмультфильм») и других.
В 1936—1941 годах ассистент режиссера на «Союзмультфильме». В 1941—1942 годах трафаретчик в мастерской военно-оборонного плаката «Окна ТАСС». С 1942 года снова на «Союзмультфильме» в качестве ассистента режиссёра и аниматора.
Работал в соавторстве с Д. Н. Бабиченко, сотрудничал с режиссёрами М. М. Цехановским, И. П. Ивановым-Вано, В. С. Брумберг и З. С. Брумберг.
Член Союза кинематографистов СССР (с 1957). С 1965 года на пенсии.
Умер 2 апреля 1986 года в Москве. Похоронен на Ваганьковском кладбище.

## Фильмография

### Режиссёр
1. 1934 год — «Клякса в Арктике» — не сохранился
2. 1936 год — «В Африке жарко» — первый мультфильм, выпущенный студией «Союзмультфильм»
3. 1937 год — «Сладкий пирог»
4. 1938 год — «Трудолюбивый петушок и беспечные мышки»
5. 1939 год — «Воинственные бобры»

### Сценарист
1. 1934 год — «Клякса в Арктике» — не сохранился
2. 1960 год — «Старик перекати-поле»

### Художник-постановщик
1. 1935 год — «Клякса-парикмахер» — не сохранился
2. 1936 год — «В Африке жарко»
3. 1940 год — «И мы на олимпиаду»
4. 1943 год — «Одна из многих (МОСЭНЕРГО)»
5. 1951 год — «Ночь перед Рождеством»
6. 1951 год — «Каштанка»
7. 1954 год — «Царевна-Лягушка»
8. 1956 год — «Двенадцать месяцев»
9. 1958 год — «Сказ о Чапаеве»
10. 1959 год — «Легенда о завещании мавра»
11. 1960 год — «Лиса, бобёр и другие»
12. 1963 год — «Шутки»

### Художник-мультипликатор
1. 1934 год — «Гляди в оба (Маленький герой)»
2. 1934 год — «Царь Дурандай»
3. 1935 год — «Сказка о весёлом пастухе» — не сохранился
4. 1940 год — «И мы на олимпиаду»
5. 1940 год — «Ивась»
6. 1941 год — «Бармалей»
7. 1941 год — «Били! Бьём! Будем бить!»
8. 1944 год — «Музыкальная шутка»
9. 1945 год — «Зимняя сказка»
10. 1945 год — «Пропавшая грамота»
11. 1948 год — «Серая шейка»
12. 1948 год — «Цветик-семицветик»
13. 1949 год — «Гуси-лебеди»
14. 1949 год — «Кукушка и скворец»
15. 1949 год — «Чудесный колокольчик»
16. 1949 год — «Чужой голос»
17. 1950 год — «Волшебный клад»
18. 1950 год — «Когда зажигаются ёлки»
19. 1950 год — «Сказка о рыбаке и рыбке»
20. 1961 год — «Дракон»
21. 1961 год — «Семейная хроника»

### Художник
1. 1947 год — «Конёк-Горбунок»
2. 1960 год — «Мурзилка на спутнике»
3. 1962 год — «Только не сейчас»